# Голубково (Ленинградская область)
Голубково — деревня в Скребловском сельском поселении Лужского района Ленинградской области.

## История
Находившийся на месте современной деревни Голубково Петровский погост у озера Череменца Новгородского уезда упоминается в писцовых книгах Шелонской пятины 1501 года.
В начале XVIII века усадьба Голубково была пожалована Петром I своему учителю и соратнику — Никите Моисеевичу Зотову.
В середине XVIII века усадьба Голубково перешла в собственность Петра Васильевича Бакунина (меньшого).
В начале XIX века усадьба Голубково перешла в собственность помещика Д. Г. Елагина.
Деревня Голубкова упоминается на карте Санкт-Петербургской губернии Ф. Ф. Шуберта 1834 года.

ГОЛУБКОВА — мыза принадлежит коллежской советнице Базаниной, число жителей по ревизии: 10 м. п., 9 ж. п.

При оной ветряная о двух поставах мельница (1838 год)

Деревня Голубкова отмечена на карте профессора С. С. Куторги 1852 года.

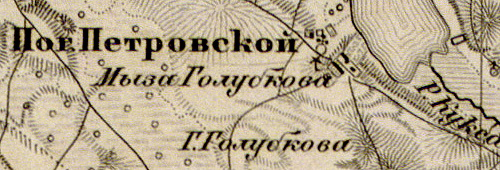
Мыза Голубково на карте 1863 года

Согласно карте из «Исторического атласа Санкт-Петербургской Губернии» 1863 года на месте современной деревни Голубково располагалась одноимённая мыза, Петровский погост и ветряная мельница.
Согласно материалам по статистике народного хозяйства Лужского уезда 1891 года, усадьба Голубково площадью 356 десятин принадлежала жене поручика Е. П. Спицыной, усадьба была приобретена до 1868 года.
В XIX веке мыза административно относилась ко 2-му стану Лужского уезда Санкт-Петербургской губернии, в начале XX века — к Югостицкой волости 5-го земского участка 4-го стана.
По данным «Памятной книжки Санкт-Петербургской губернии» за 1905 год 945 десятин земли в усадьбе Голубково принадлежали гвардии полковнику Николаю Борисовичу Глинка-Маврину.
Деревня Голубково учитывается областными административными данными в составе Бутковского сельсовета Лужского района с 1 августа 1927 года.
В 1940 году население деревни Голубково составляло 126 человек.
C 1 августа 1941 года по 31 января 1944 года деревня находилась в оккупации.
В 1961 году население деревни Голубково составляло 205 человек.
По данным 1966 года деревня Голубково также входила в состав Бутковского сельсовета.
По данным 1973 года деревня Голубково являлась административным центром Скребловского сельсовета.
По данным 1990 года деревня Голубково входила в состав Скребловского сельсовета, административным центром сельсовета был посёлок Скреблово.
В 1997 году в деревне Голубково Скребловской волости проживали 76 человек, в 2002 году — 57 человек (русские — 88 %).
В 2007 году в деревне Голубково Скребловского СП проживали 40 человек.

## География
Деревня расположена в южной части района на автодороге 41К-144 (Киевское шоссе — Невежицы).
Расстояние до административного центра поселения — 8 км.
Расстояние до ближайшей железнодорожной станции Луга I — 26 км.
Деревня находится на южном берегу Череменецкого озера.

## Демография
| 1838 | 1940 | 1961 | 1997 | 2007 | 2010 | 2017 |
| ---- | ---- | ---- | ---- | ---- | ---- | ---- |
| 19   | ↗126 | ↗205 | ↘76  | ↘40  | ↗43  | ↘41  |

## Достопримечательности
Каменная церковь во имя Воскресения Христова, постройки 1901 года, архитектор Михаил Арефьевич Щурупов, действующая.

## Улицы
Воскресенский переулок, Луговая, Озёрная, Петровская, Полевая, Центральная.